# George Gauld
George William Gladstone Gauld (ur. 30 grudnia 1897 w Mimico, zm. 6 stycznia 1964 tamże) – kanadyjski as myśliwski okresu I wojny światowej. Odniósł 5 zwycięstw powietrznych.
George William Gladstone Gauld służył od lata 1918 roku w eskadrze myśliwskiej No. 74 Squadron RAF. W jednostce odniósł 5 zwycięstw powietrznych. Pierwsze 30 lipca 1918 nad niemieckim samolotem Rumpler C w okolicach Cassell-Ypres. To pierwsze zwycięstwo doniósł wspólnie z innymi asami jednostki Indra Lal Roy oraz Haroldem Shoemakerem. W jednostce służył do końca wojny odnosząc łącznie 5 zwycięstw. O jego dalszych losach nie wiadomo zbyt dużo. W latach trzydziestych był adwokatem. Zmarł w Kanadzie w 1964 roku.
George William Gladstone Gauld był odznaczony brytyjskim Distinguished Flying Cross.